# 주권민주당
주권민주당(영어: States' Rights Democratic Party)은 1948년 대선을 위해 조직된 정당이다. 이 정당은 남부 지방을 통칭하는 '딕시(Dixie)'와 민주당원의 영어 발음인 '데모크랫(Democrat)'을 합쳐 딕시크랫(영어: Dixiecrat)이라 불렸다. 이 정당은 대통령 후보로 사우스캐롤라이나 주지사였던 스트롬 서먼드를 내세웠지만 2%를 얻는 데 그쳤다. 다만 남부를 바탕으로 39명의 선거인단을 확보하였다.
주권민주당은 스트롬 서먼드와 미시시피 주지사였던 필딩 L. 라이트를 주축으로 하여 창당되었다. 이들은 민주당 전당대회에서 미니애폴리스 시장이자 민주당 진보파 세력이었던 휴버트 험프리가 흑인 인권 향상을 주장하자 탈당한 세력으로, 남부 주의 자율성 강화와 인종 분리 유지를 주장하였으며 뉴딜을 필두로 하는 진보적 정책을 반대하였다. 이 정당의 주요 지지층은 남부의 지주계급이었다.
주권민주당은 이후 서먼드를 대통령 후보로, 라이트를 부통령 후보로 내세웠다. 이들의 목표는 남부 중에서 디프사우스를 중심으로 127명의 선거인단을 확보해 하원으로 선출 절차를 이동시킨 후 하원에서 자신들의 주장을 받아들이는 정당의 후보를 선출하기로 계획을 세웠다. 만약 공화당이 과반수를 차지한다 해도 이들은 이후 민주당에서 자신들의 입지가 강화될 것으로 계산하였다.
선거 결과 주권민주당은 앨라배마, 루이지애나, 미시시피, 사우스캐롤라이나에서 승리하였다. 이후 테네시주에 배당된 선거인단 1명이 반란표를 던지면서 총 39명의 선거인단을 확보하였다. 한편 예상과 다르게 해리 S. 트루먼이 당선된 데다 민주당이 상하원을 동시 장악하면서 이들의 목표는 실패하였다. 서먼드와 라이트를 비롯한 대부분의 당원은 다시 민주당으로 돌아갔지만, 일부 세력은 이후 1952년 대선에서 드와이트 D. 아이젠하워를 지지하였다.
이후 이 정당을 가리키는 '딕시크랫'이라는 용어는 북부 민주당원들에서 1940년대부터 1990년대까지 남부 지역을 기반으로 하는 보수적 민주당원을 가리키는 데 쓰였다. 이 중에는 실제로는 주권민주당에 속해있지 않았던 사람들도 있었다.

## 역대 선거

### 역대 대통령 선거
| 선거명                  | 후보          | 득표수    | 득표율 | 확보 선거인단 | 당락 |
| ----------------------- | ------------- | --------- | ------ | ------------- | ---- |
| 1948년 미국 대통령 선거 | 스트롬 서먼드 | 1,175,930 | 2.41%  | 39 / 538      | 낙선 |